# Подвійне життя Вероніки
«Подвійне життя Вероніки» (фр. La Double Vie de Véronique) — французько-польсько-норвезька драма 1991 року. Режисер Кшиштоф Кесльовський; сценаристи Кшиштоф Кесльовський та Кшиштоф Песевич. Продюсер Леонардо де ла Фуенте.

## Про фільм
У світі є дві дуже схожі дівчини ще й з однаковим ім'ям. У Польщі мешкає Вероніка, яка, маючи гарний голос, розпочинає свої виступи на сцені. У Франції живе інша Вероніка — яка теж мріє співати, але їй не вдається здійснити своє бажання. Тому вона з головою занурюється в радощі кохання.
Їх обидвох пов'язує щось незриме — коли закінчиться життєвий шлях однієї, інша немов підхопить і продовжить її життя.

## Знімались
| Актор                 | Роль     |
| --------------------- | -------- |
| Ірен Жакоб            | Вероніка |
| Владислав Ковальський |          |
| Галина Григляшевська  |          |
| Каліна Єндрусік       |          |
| Александер Бардіні    |          |
| Єжи Гудейко           |          |
| Філіп Вольтер         |          |
| Сандрін Дюма          |          |
| Луї Дюкро             |          |
| Гійом де Тонкедек     |          |
| Жиль Гастон-Дрейфус   |          |
| Шанталь Нойвірт       |          |